# Paradoja de Berkson

Un ejemplo de la paradoja de Berkson:
En la figura 1, suponga que el talento y el atractivo no estén correlacionados en la gente.
En la figura 2, alguien que tome muestras de la población por celebridades puede inferir erróneamente que el talento se correlacione negativamente con el atractivo, ya que gente ni talentosa ni atractiva normalmente no se convierte en celebridades.

La paradoja de Berkson, también conocida como sesgo de Berkson, sesgo del colisionador o falacia de Berkson, es un resultado de la probabilidad condicional y la estadística que a menudo se considera contradictorio y, por lo tanto, una paradoja verídica. Es un factor de complicación que surge en las pruebas estadísticas de proporciones. Específicamente, surge cuando existe un sesgo muestral inherente al diseño de un estudio. El efecto está relacionado con el fenómeno de conjunción de información en redes bayesianas y el condicionamiento de un colisionador en modelos en grafo.
A menudo se describe en los campos de la estadística médica o la bioestadística, como en la descripción original del problema por Joseph Berkson.

## Ejemplos
Resumen

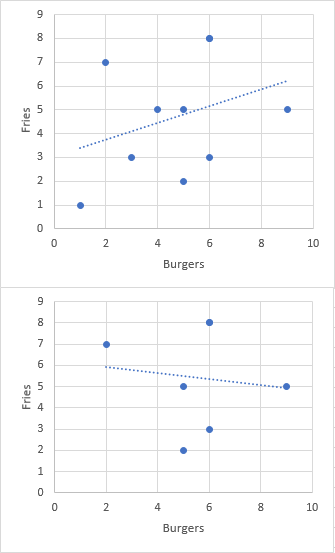
Una ilustración de la paradoja de Berkson. El gráfico superior representa la distribución real, en la que se observa una correlación positiva entre la calidad de las hamburguesas y la de las papas fritas. Sin embargo, alguien que no come en ningún lugar donde ambos sean malos observa solo la distribución en el gráfico inferior, que parece mostrar una correlación negativa.

El ejemplo más común de la paradoja de Berkson es una falsa observación de una correlación negativa entre dos rasgos deseables, es decir, los miembros de una población que tienen algún rasgo deseable tienden a carecer de un segundo. La paradoja de Berkson ocurre cuando esta observación parece verdadera cuando en realidad las dos propiedades no están relacionadas, o aun están positivamente correlacionadas, porque los miembros de la población en los que ambas están ausentes no se observan por igual. Por ejemplo, una persona puede observar por su experiencia que los restaurantes de comida rápida en su área que sirven buenas hamburguesas tienden a servir malas papas fritas y viceversa; pero debido a que probablemente no comerían en ningún lugar donde ambos fueran malos, no tienen en cuenta la gran cantidad de restaurantes en esta categoría, lo que debilitaría o incluso cambiaría la correlación.

### Ilustración original
La ilustración original de Berkson implica un estudio retrospectivo que examina un factor de riesgo para una enfermedad en una muestra estadística de una población de pacientes hospitalizados . Debido a que las muestras se toman de la población de pacientes hospitalizados, en vez del público en general, esto puede dar como resultado una falsa asociación negativa entre la enfermedad y el factor de riesgo. Por ejemplo, si el factor de riesgo es la diabetes y la enfermedad es la colecistitis, para un paciente hospitalizado sin diabetes es más posible que tenga colecistitis que es para un miembro de la público en general, ya que el paciente tiene que haber tenido alguna enfermedad no diabética (posiblemente causante de colecistitis) como razón para ingresar al hospital en primer lugar. Ese resultado se obtendrá sin importar si exista cualquiera asociación entre la diabetes y la colecistitis sobre el público en general.

### Ejemplo de Ellenberg
Un ejemplo presentado por Jordan Ellenberg es así: supongamos que Alex solo saldrá con un hombre si su amabilidad más su hermosura superan un cierto umbral. Por lo tanto, los hombres más amables no tienen que ser tan hermosos para calificar para el grupo de citas de Alex. Por consiguiente, entre los hombres con los que Alex sale, Alex puede observar que los más amables son menos hermosos en promedio (y viceversa), incluso si estos rasgos no están correlacionados en la población general. Note que esto no significa que los hombres en el grupo de citas se comparen mal con los hombres del público en general. Por el contrario, el criterio de selección de Alex significa que tiene altos estándares. El hombre amable medio con el que sale Alex es en realidad más guapo que el hombre medio de la población (ya que aun entre los hombres agradables, se omite la gente más fea). La correlación negativa de Berkson es un efecto que surge dentro del grupo de citas: los hombres groseros con los que sale Alex tienen que haber sido aún más guapos para calificar.

### Ejemplo cuantitativo
Por ejemplo cuantitativo, supongamos que una coleccionista tiene 1000 sellos postales, de los cuales 300 son bonitos y 100 raros, y 30 son bonitos y raros. El 10% de todos sus sellos son raros y el 10% de sus sellos bonitos son raros, así que la belleza no está correlacionado con la rareza. Expone los 370 sellos que son bonitos o raros. Un poco más del 27% de las estampillas en exhibición son raras (100/370), pero aun así solo el 10% de las estampillas bonitas son raras (y el 100% de las 70 estampillas no bonitas en exhibición son raras). Si un observador solo considera las estampillas en exhibición, observará una relación negativa espuria entre la belleza y la rareza como resultado del sesgo de selección (es decir, la falta de belleza indica fuertemente la rareza en la exhibición, pero no en la colección total).

## Declaración
Dos eventos, inclusos eventos independientes, se vuelven condicionalmente dependientes si al menos uno de ellos ocurre. En símbolos:
Si {\displaystyle 0<P(A),P(B)<1},
entonces {\displaystyle P(A|A\lor B)>P(A)},
sin importar si {\displaystyle P(A|B)=P(A)}.
La significación de estos símbolos es así:
- Dado que {\displaystyle A} y evento {\displaystyle B} pueden ocurrir o no ocurrir (ninguno tiene una probabilidad de exactamente 0 o 1),
- entonces es más probable que ocurra {\displaystyle A} si sabemos que al menos ocurre uno de los eventos.
- Y este hecho es verdad sin importar la relación entre los dos eventos. (Y puede ocurrir incluso si son independientes.)

La prueba para este resuelto es, simbólicamente, así:
- {\displaystyle 0<P(B\lor A)<1}
- {\displaystyle {\frac {1}{P(B\lor A)}}>1}.
- {\displaystyle {\frac {P(A)}{P(B\lor A)}}>P(A)}
- {\displaystyle {\frac {P(A\land (A\lor B))}{P(A\lor B)}}>P(A)}
- {\displaystyle P(A\mid A\lor B)>P(A)}.